# Gare centrale de Piła
La gare centrale de Piła (en polonais : Piła Główna) est une gare située sur le territoire de la ville de Piła, en Pologne. C'est le terminus de nombreuses lignes, en provenance : du nord (Ustka), du nord-est (Tczew), de l'est (Bydgoszcz et Kutno), du sud (Poznań), du sud-ouest (Czarnków), de l'ouest (Gorzów Wielkopolski) et du nord-ouest (Szczecin).

## Situation ferroviaire
Les installations d'enregistrement sont situées dans la partie est de la gare et sont disposées sur une base insulaire - la gare est située sur le quai élargi 1/5 et est reliée aux autres quais et au centre-ville par un système de tunnel souterrain. Plus à l'est se trouvent les bâtiments de l'ancien hangar à locomotives. La partie ouest de la gare est destinée au trafic de fret.
Selon la classification de PKP, elle a la catégorie d'une station régionale. Tous les trains de voyageurs s'arrêtent ici.

## Histoire
La première liaison ferroviaire de Krzyż Wielkopolski et Berlin, prolongée vers Bydgoszcz, atteint Piła le 27 juillet 1851. Deux ans plus tard, la construction d'une gare ferroviaire a commencé, qui a été mise en service en 1876, puis reconstruite à plusieurs reprises. D'autres liaisons sont ouvertes : en janvier 1871 vers Złotów, en mai 1879 vers Poznań et Szczecinek, en novembre 1881 vers Wałcz. Le 1er octobre 1907, l'atelier royal de locomotives (Königliche Lokomitivwerkstatt), plus tard ZNTK, a été ouvert. En trente ans, Piła devint un important nœud ferroviaire; en 1913, 575 000 passagers y ont été accueillis. Dans l'entre-deux-guerres, la ville est restée à l'intérieur des frontières de l'Allemagne ; aucune liaison internationale vers Poznań n'a été lancée et une section de voies entre l'arrêt de passagers actuel de Piła Kalina et la gare de Dziembówko a été démantelée. Une section de voies a été recréée après la Seconde Guerre mondiale, lorsque Piła est passée sous l'administration polonaise.
Le 19 mai 1988, un accident de train de transport militaire a eu lieu à la gare, à la suite duquel 10 soldats ont été tués et 28 blessés.
Dans les années 1989-1990, les voies de la gare ont été électrifiées. En 1993, l'usine de réparation du matériel roulant (ZNTK) a été fermée, et le 25 mai 1994, la gare de triage. Le 1er septembre 2012, après une interruption de 12 ans, le transport de passagers a repris sur la ligne Piła Główna - Szczecin Główny via Wałcz, Kalisz Pomorski et Stargard.
En juillet 2010, la gare et le hangar à locomotives sont inscrits sur la liste des monuments. 
En 2014-2015, le bâtiment de la gare a fait l'objet d'une profonde modernisation.

## Service des voyageurs

### Desserte

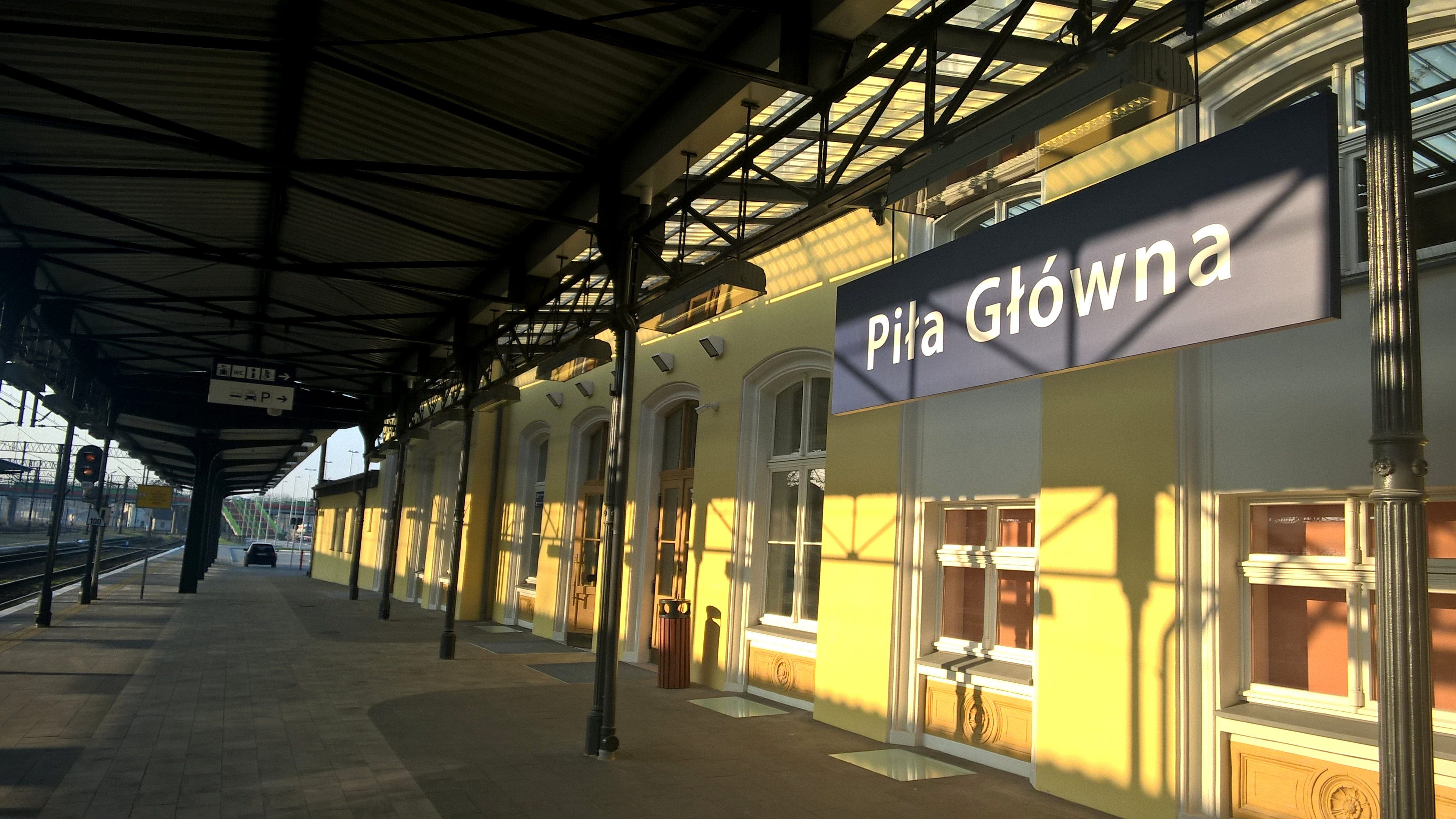
Quai 1

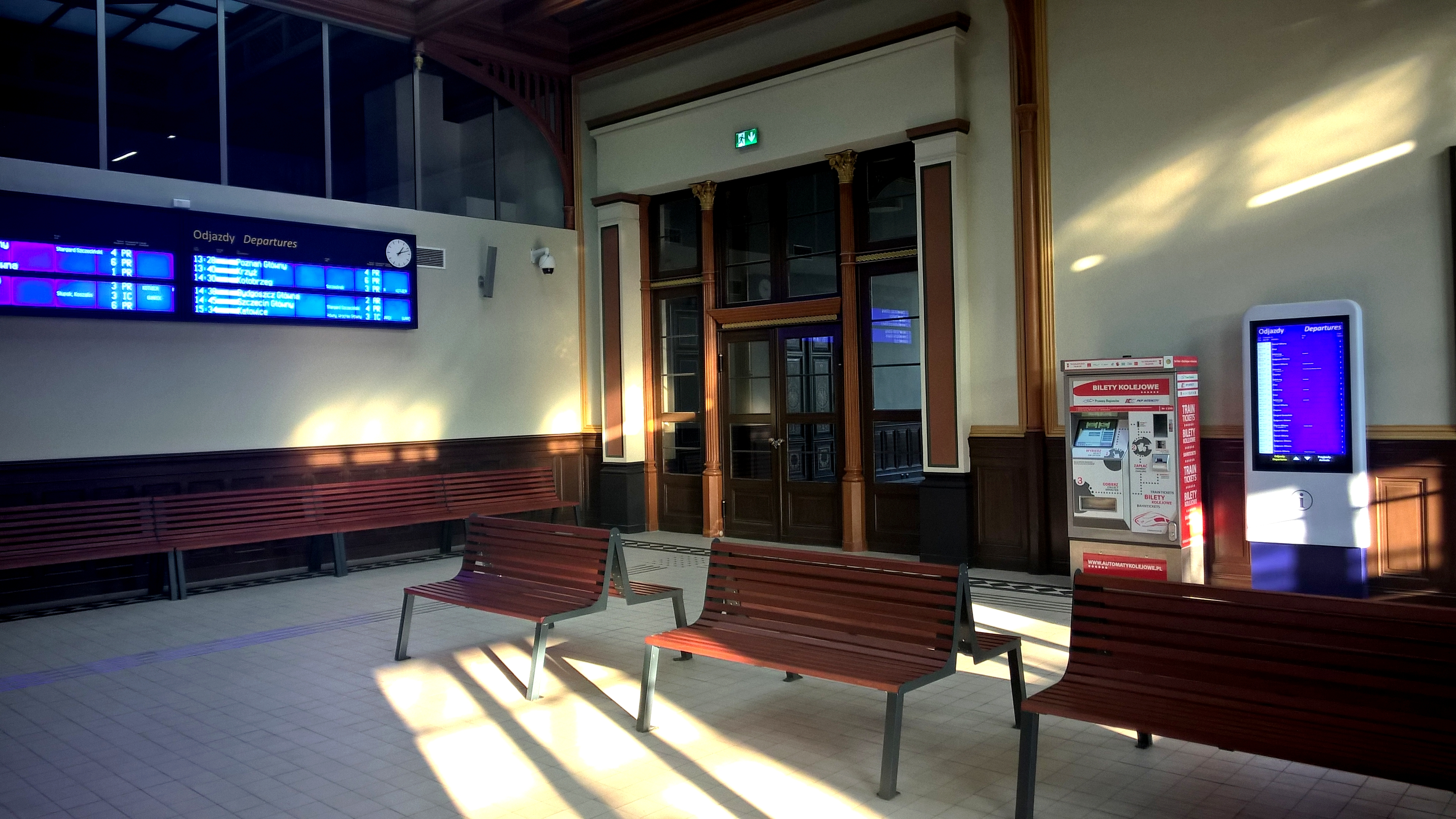
Intérieur de la gare.

La gare est desservie par les REGIO, TLK et IC.
- Bohumin (TLK)
- Bydgoszcz (REGIO), (TLK), (IC)
- Bielsko-Biała (TLK)
- Chodzież (REGIO), (TLK)
- Chojnice (REGIO), (TLK)
- Cracovie (TLK), (IC)
- Gdynia (TLK), (EIC)
- Gorzów Wielkopolski (TLK)
- Hrubieszów (TLK)
- Kalisz (KW), (TLK), (IC)
- Katowice (IC), (TLK)
- Kołobrzeg (REGIO), (IC), (TLK)
- Kostrzyn nad Odrą (TLK)
- Koszalin (REGIO), (TLK)
- Krzyż Wielkopolski (REGIO), (TLK), (IC)
- Kutno (TLK), (IC)
- Lublin (TLK), (IC)
- Łódź (TLK)
- Milicz (KW)
- Olsztyn (REGIO)
- Ostrów Wielkopolski (IC), (TLK)
- Przemyśl (TLK), (IC)
- Poznań  (KW), (REGIO), (TLK), (IC)
- Rzeszów (TLK), (IC)
- Słupsk (REGIO), (TLK), (IC)
- Szczecin (REGIO), (TLK)
- Szczecinek (REGIO), (TLK), (IC)
- Toruń (REGIO), (TLK), (IC)
- Trzcianka (REGIO), (TLK)
- Ustka (TLK)
- Wałcz (REGIO), (TLK)
- Wrocław (TLK), (IC)
- Varsovie (IC), (TLK)
- Zamość (TLK)
- Złotów (REGIO), (TLK)

### Intermodalité
La gare est desservie par les bus publics de la ville de Piła. Lignes : 0, 1, 4, 5, 6, 8, 12, 14, 50. Il y a une gare routière longue distance à proximité de la gare. 